# Asaphes aequatus
Asaphes aequatus är en stekelart som beskrevs av Pelov 1972. Asaphes aequatus ingår i släktet Asaphes och familjen puppglanssteklar.
Artens utbredningsområde är Bulgarien. Inga underarter finns listade.